# Régiment de tirailleurs sénégalais du Soudan
Pour le Régiment de tirailleurs soudanais, voir 2e régiment de tirailleurs sénégalais.
Le Régiment de tirailleurs sénégalais du Soudan (RTSS) est un régiment des troupes coloniales françaises chargé de la défense du Soudan français (actuel Mali).

## Création et différentes dénominations
- octobre 1940 : Création du Régiment de tirailleurs sénégalais du Soudan à partir du 2e régiment de tirailleurs sénégalais[1]
- 1946 : renommé Régiment du Soudan[1]
- 1er janvier 1947 : dissolution, formation du bataillon autonome du Soudan occidental et du bataillon autonome du Soudan nigérien[1]

## Insigne
L'insigne, conçu en 1940 par Drago et homologué H.188 en octobre 1946, présente une mosquée dans l'architecture soudanaise, symbole de l'islam malien et une pirogue évoquant le fleuve Niger qui traverse Kati, ville de garnison principale du régiment.

## Drapeau du régiment
Son drapeau ne porte aucune inscriptions.

## Personnalités ayant servi au régiment
- Nouhoum Koné, unique compagnon de la Libération d'origine malienne
- Henri Muller, compagnon de la Libération